# Platja de Manyetes
La Platja de Manyetes (també coneguda com a Tropicana) és una platja situada en una zona de transició, al nord roquedal i al sud platja de cudols, del municipi d'Alcalà de Xivert en la comarca del Baix Maestrat (País Valencià).
Aquesta platja limita al nord (Tres Platges) i al sud (platja del Serradal) amb roques i té una longitud de 500 m, amb una amplària de 35 m.
Se situa en un entorn semiurbà, a Capicorb, prop d'Alcossebre, disposant d'accés per camí. Compta amb pàrquing delimitat. És una platja amb zona abalisada per a sortida d'embarcacions.
Aquesta platja compta amb el distintiu de Bandera Blava des de 1998, encara que l'any 2008 no li fou concedida. S'hi pot trobar una gran diversitat botànica en la seua zona dunar. Les anàlisis físiques i químiques d'aigua i arena la situen entre les millors platges del País.